# USS Nautilus (SSN-571)
USS Nautilus (SSN-571) – amerykański okręt podwodny służący w US Navy w latach 1954–1980, pierwsza w historii jednostka pływająca z napędem jądrowym. W 1958 roku okręt jako pierwszy na świecie przepłynął pod biegunem północnym, zaś przeprowadzone za jego pomocą testy wykazały szereg zalet siłowni jądrowej wobec innych rodzajów napędu. Rezultaty tych testów pchnęły US Navy do podjęcia decyzji o całkowitej rezygnacji z napędu konwencjonalnego dla okrętów podwodnych. Nazwa nawiązuje do fikcyjnego okrętu „Nautilus” z powieści Juliusza Verne'a Dwadzieścia tysięcy mil podmorskiej żeglugi. Obie jednostki były pionierskie w swoim czasie (książkowy „Nautilus” ogromnie wyprzedzał „raczkujące” podwodne jednostki z czasów autora).

## Amerykański program napędu jądrowego
Podczas gdy marynarka wojenna III Rzeszy znacznie rozwinęła technologie okrętów podwodnych i kilku innych rodzajów broni, niemiecki program atomowy nie rozwijał się sprawnie i Niemcom nie udało się osiągnąć sukcesów w tej dziedzinie. Niemiecki program nuklearny doprowadził jednak do rozpoczęcia przez Stany Zjednoczone własnego tajnego programu atomowego, pod kodową nazwą „Manhattan Engineer District” – znanego dziś bardziej jako projekt Manhattan – i powrotu zainteresowania napędem atomowym dla okrętów.

### Początki programu atomowego
Kiedy w 1938 Otto Hahn i Fritz Strassmann odkryli zjawisko rozszczepienia jądra atomowego, możliwość uwolnienia gigantycznej ilości energii wywołała ekscytację naukowców na całym świecie. Jednym z nich był dr George Pegram z Uniwersytetu Columbia – jeden z wiodących fizyków w Stanach Zjednoczonych. W 1939 Pegram zwrócił się do adm. Harolda G. Bowena, szefa Biura Inżynieryjnego Pary amerykańskiej marynarki wojennej – nadzorującego laboratorium badawcze Naval Research Laboratory (NRL) – z prośbą o spotkanie z naukowcami marynarki w celu przedyskutowania możliwości praktycznego wykorzystania rozszczepienia uranu. Skutkiem tego spotkania było powstanie planów napędu nuklearnego dla okrętów United States Navy. Jednym z uczestników tego spotkania był dr Ross Gunn, innowator i szef działu mechaniki laboratorium elektrycznego. Gunn wystąpił do adm. Bowena o przyznanie funduszu w wysokości 1500 dolarów na rozpoczęcie prac nad fenomenem rozszczepienia. Środki te zostały przyznane i stanowiły pierwsze 1,5 tysiąca dolarów wydane przez Stany Zjednoczone na program nuklearny. Po przeprowadzeniu wstępnych badań Gunn sporządził pierwszy raport dla marynarki wojennej na temat napędu nuklearnego okrętów podwodnych. Raport ten wyprzedził o cztery miesiące skierowany do prezydenta Franklina D. Roosevelta słynny list Alberta Einsteina, wzywający do rozpoczęcia przez ten kraj programu konstrukcji broni jądrowej. 1 czerwca 1939, w swoim memorandum skierowanym do dyrektora Naval Research Laboratory, Gunn stwierdził, iż okrętowa siłownia atomowa nie będzie wymagała tlenu, znacznie też zwiększy zasięg i możliwości bojowe okrętów podwodnych. Zapowiedział również, że zespół programu napędu nuklearnego będzie musiał zmierzyć się z wieloma problemami i niewiadomymi, przede wszystkim odkryć sposób separacji lekkich atomów U235, które w trakcie bombardowania neutronami pochodzącymi z ciężkich atomów uranu, ulegną rozszczepieniu. Po sporządzeniu tego raportu, Gunn skupił się głównie na rozwiązaniu problemu uranu.
Naval Research Laboratory zaprosiło do udziału w programie wiele cywilnych ośrodków akademickich i badawczych z zadaniem opracowania praktycznej metody separacji nieuchwytnego izotopu U235. Od stycznia 1941 zaczął nad tym problemem pracować także Philip Abelson z Carnegie Institution for Science. W lipcu tego samego roku Abelson został pracownikiem Naval Research Laboratory, gdzie wraz z Gunnem opracował relatywnie prostą i skuteczną metodę separacji izotopu U235.
Podczas gdy US Navy i inne amerykańskie instytucje stawiały pierwsze kroki ku erze atomowej, amerykańskie społeczeństwo poznawało pierwsze szczegóły potencjału energii atomowej. W 1940 pisarz naukowy William Laurence opublikował w Saturday Evening Post artykuł na temat „odkrycia nowego źródła energii, miliony razy większego niż wszystko znane na ziemi”. Po dokonaniu opisu dotychczasowych badań w tym zakresie, Laurence napisał: „jest mało prawdopodobne, aby tego rodzaju energia dała się wykorzystać w eksplozji”. W nieco naiwnej propozycji napisał też: „pięciofuntowa [2,26 kg] bryła [uranu] z 10–50% czystości będzie wystarczająca do przepłynięcia przez pasażerskiego liniowca lub okręt podwodny tam i z powrotem przez siedem mórz bez ponownego zaopatrywania w paliwo przez miesiące”.
Wraz z rozwojem wydarzeń wojennych w Europie, Stany Zjednoczone zaczęły obawiać się rozwijanego przez Niemcy programu atomowego, w związku z czym – wraz z Wielką Brytanią – podjęły wspólny program budowy bomby atomowej pod kodową nazwą „Manhattan Engineer District” (projekt Manhattan). Program ten spowodował praktycznie zatrzymanie prac marynarki nad napędem jądrowym, jednak wyniki przeprowadzonych na małą skalę prac Gunna i Abelsona w Filadelfii zostały natychmiast przejęte przez projekt Manhattan i zaadaptowane do wykorzystania na skalę masową w Oak Ridge National Laboratory w stanie Tennessee.

### Program powojenny
W sierpniu 1944 szef projektu Manhattan, generał Leslie Groves, powołał pięcioosobowy komitet w celu określenia potencjalnych możliwości niedestrukcyjnego użycia energii atomowej. Przewodniczącym komitetu został długoletni dziekan California Institute of Technology i szef doradców naukowych generała Grovesa dr Richard S. Tolman. Innymi członkami komitetu zostało dwóch cywilów oraz dwaj oficerowie marynarki: kontradmirał Earle W. Mills – asystent szefa Bureau of Ships (BuShips), powstałego z połączenia Biura Inżynieryjnego Pary z Biurem Konstrukcji i Napraw – oraz kapitan Thorwald A. Solberg (także z BuShips). W sierpniu tego samego roku członkowie komitetu spotkali się w Naval Research Laboratory z Gunnem i Abelsonem, którzy przekonywali, że program napędu jądrowego powinien uzyskać najwyższy priorytet w sporządzanym przez komitet raporcie. W grudniu 1944, siedem miesięcy przed pierwszą próbą atomową, komisja sporządziła swój formalny raport, w którym zaznaczyła: „rząd powinien rozpocząć i wspierać pilny projekt oraz studia badawczo-rozwojowe zmierzające do zapewnienia energii ze źródeł nuklearnych dla okrętów marynarki”.
Rok później, po zakończeniu wojny, Senat Stanów Zjednoczonych powołał Specjalną Komisję Energii Atomowej, przed którą zeznania składał Ross Gunn. W swoim oświadczeniu Gunn stwierdził, że najważniejszym zadaniem energii atomowej jest obracać koła Ziemi i napędzać okręty. Już pod koniec tego samego roku sprawą napędu nuklearnego zajmowało się wielu amerykańskich uczonych i inżynierów, którzy rozważali możliwość budowy okrętów podwodnych napędzanych energią jądrową.
W datowanym na 19 listopada 1945 raporcie marynarki (sporządzonym faktycznie przez Gunna i Abelsona) wymieniono znane zalety i wady napędu nuklearnego dla okrętów podwodnych:
- nieograniczony zasięg
- możliwość prowadzenia nieprzerwanych wielotygodniowych operacji podwodnych przy zachowaniu dobrych warunków życia załogi
- wysoka prędkość podwodna i nawodna
- brak konieczności uzupełniania paliwa w morzu – czynność dokonywana raz do roku
- brak potrzeby ładowania ogniw elektrycznych
- lepszy stosunek ilości energii do tej samej masy i rozmiarów
- brak potrzeby wynurzania na powierzchnię lub korzystania z chrap w celu ładowania baterii
- kontrola i obsługa zbliżona do stosowanej na okrętach z tradycyjnym napędem
- czystość okrętów (np. brak oleju napędowego)
- brak konieczności przeprojektowania układu okrętów, z wyjątkiem przedniej części, gdzie zamierzano zainstalować reaktor
- łatwiejsze operacje niż przy użyciu okrętów z napędem Diesla
- prawdopodobnie niezawodna obsługa siłowni.

Raport wskazywał także dwie wady tego rodzaju napędu:
- z powodu „trującego środowiska”[1] sekcja reaktora nie może być dostępna dla ludzi, zatem konieczne jest zdalne sterowanie
- brak możliwości dokonywania napraw w przedniej części okrętu (reaktor) w morzu (naprawy tej sekcji mogą być dokonywane jedynie w specjalnej stoczni).

Po zakończeniu wojny Gunn z Abelsonem posłużyli się planami niemieckich okrętów podwodnych typu XXVI przy opracowywaniu schematu okrętów podwodnych mieszczących stos i reaktor przy jedynie minimalnych zmianach ich konstrukcji. W większej mierze prace te nie doprowadziły do dających się zastosować w praktyce rozwiązań, głównie z powodu zbyt małej wiedzy na temat konstrukcji nuklearnego stosu i reaktora. Zapożyczyli jedynie ideę użycia stopu sodu i potasu do transferu ciepła z reaktora do turbiny parowej. Raport o tytule „Atomic Energy Submarine”, zawierający m.in. rezultaty tych prac, został przedstawiony marynarce w marcu 1946 roku i od razu został zauważony przez oficerów US Navy. Zawierał on między innymi konkluzję: Odkrycia techniczne dokonane w Naval Research Laboratory wskazują, że przy właściwie prowadzonym programie niezbędne będą jedynie dwa lata dla opracowania okrętu podwodnego napędzanego energią atomową, mechanicznie zdolnego do operowania z prędkościami 20 do 30 węzłów w zanurzeniu, bez konieczności wynurzenia lub uzupełniania paliwa przez wiele lat. Natomiast w ciągu pięciu do dziesięciu lat jesteśmy w stanie opracować okręt podwodny zdolny do operowania z dwukrotnie wyższą od wskazanej prędkością podwodną. Abelson wskazywał w swoim raporcie na konieczność współpracy marynarki z Manhattan Engineering District, co umożliwi konstrukcję okrętów podwodnych napędzanych energią atomową zdolnych do operacji na głębokości 1000 stóp [305 m], stanowiących idealną platformę przenoszenia pocisków rakietowych wyposażonych w ładunki jądrowe. Abelson z Gunnem, spotykając się z ponad trzydziestoma wysoko postawionymi oficerami marynarki, prowadzili w US Navy swoistą kampanię na rzecz wdrożenia napędu nuklearnego. Niezależnie od ich działań, kmdr ppor. (?) Charles N.G. Hendrix z Biura Badań Naukowych i Innowacji (w późniejszym czasie Office of Naval Research) w czternastostronicowym memorandum przedstawił trzy możliwe typy przyszłych okrętów podwodnych:
- małe szkoleniowe okręty podwodne;
- średniej wielkości okręty myśliwskie (1200 do 1500 ton wyporności);
- wielkie okręty rakietowe (2400 do 3000 ton), przeznaczone do przenoszenia odpalanych z powierzchni pocisków rakietowych z głowicami jądrowymi.

Przedstawiony w tym opracowaniu okręt myśliwski został zaprojektowany do pływania podwodnego z prędkością 20 do 25 węzłów i operacyjną głębokością zanurzenia do 2000 stóp (610 m), a także doskonałą manewrowością. Założono, że zarówno okręt myśliwski, jak i rakietowy, napędzane będą przez siłownię nuklearną. Memorandum przedstawiało także szkice tych okrętów wraz z ich siłownią oraz opisem, były to jednak głównie rozważania teoretyczne oraz naukowe przypuszczenia. Mimo że prowadzona przez Gunna i Abelsona promocja napędu nuklearnego znajdowała wielu zwolenników w marynarce, nie były jednak w tym czasie prowadzone jakiekolwiek prace inżynierskie nad nowym rodzajem napędu.
Chociaż Groves wspierał program napędu jądrowego dla marynarki, istotniejsze znaczenie miał dla niego program broni jądrowej. Mimo to generał nie zezwalał na wypływ informacji o programie napędu jądrowego poza stosunkowo wąskie grono podlegających mu osób, gdyż był ograniczony przez prezydencką dyrektywę o bezpieczeństwie informacji na temat spraw nuklearnych, częściowo także z powodu szerszego kontekstu programu. W tym czasie istniały poważne obawy o ilość dostępnego wzbogaconego uranu, która mogła nie zaspokoić potrzeb zarówno programu broni atomowej, jak i napędu jądrowego. Ponadto Groves zdawał sobie sprawę z faktu, iż do kontroli nad sprawami nuklearnymi zostanie wkrótce powołana pewna forma cywilnej agencji rządowej, a niechętnie odnosił się do poddania prowadzonego przez siebie projektu Manhattan długoterminowej polityce uwzględniającej program napędu jądrowego.
W międzyczasie admirał Bowen, zobowiązany po wojnie do zapewnienia kontynuacji ścisłej kooperacji pomiędzy marynarką a naukowcami, oraz komandor William „Deak” Parsons (jeden z oficerów misji nad Hiroszimą), sprawujący również jedną z funkcji kierowniczych w projekcie Manhattan, przygotowali specjalny list od sekretarza marynarki, Jamesa Forrestala, do sekretarza wojny. W liście zawarte było, iż marynarka wojenna Stanów Zjednoczonych zamierza podjąć wysiłki inżynierskie zmierzające do zastosowania energii jądrowej w napędzie okrętów. W odpowiedzi, sekretarz wojny wraz z będącym jego podwładnym generałem Leslie Groves’em wskazał, że najlepszym sposobem doprowadzenia do powstania okrętowej siłowni jądrowej jest wydzielenie przez marynarkę personelu do prowadzonych w Oak Ridge prac nad reaktorem atomowym. W rozpoczętej dyskusji w marynarce nad sposobem jej udziału w programie prowadzonym w Oak Ridge, Bureau of Ships zaproponowało utworzenie specjalnego ciała doradczego przy szefie operacji morskich i sekretarzu marynarki. Określony został też przewidywany czas opracowania reaktora dla celów napędowych na około 5 lat.

#### Hyman Rickover

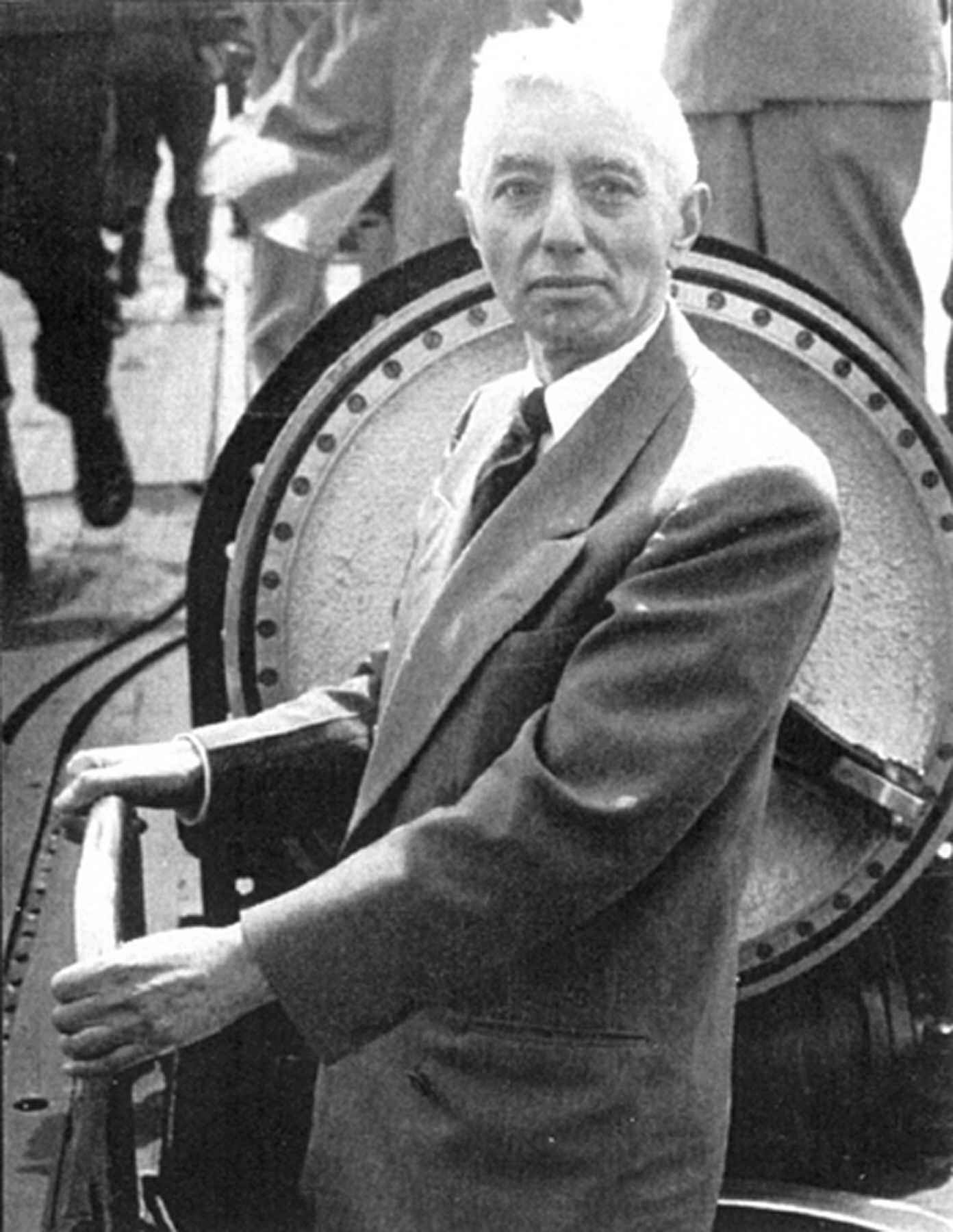
Hyman G. Rickover

Marynarka wyznaczyła do Oak Ridge zespół pięciu oficerów oraz trzech osób cywilnych. Ostatecznie wśród nich znalazł się inżynier, komandor Hyman G. Rickover. Przez większość II wojny światowej, Rickover był szefem działu elektrycznego Bureau of Ships, odpowiedzialnym za rozwój, przygotowanie i instalację wyposażenia elektrycznego okrętów nawodnych i podwodnych. Kiedy jednak został wyznaczony do zespołu marynarki Manhattan Engineering District, szybko zyskał na znaczeniu. Zespół ten przybył do Oak Ridge w czerwcu 1946 roku, gdzie przez kilka miesięcy zapoznawał się ze wszystkimi aspektami technologii nuklearnej. W tym czasie koordynatorem spraw nuklearnych w Bureau of Ships został komandor Albert G. Mumma, zajmując stanowisko, które było celem Rickovera. Jednak Rickover zamierzał osiągnąć najwyższe stanowisko w marynarce w zakresie energii jądrowej, przygotowując dokumentacje wykonalności napędu nuklearnego. Starał się w tym celu utrzymać swoją oddelegowaną do Oak Ridge grupę marynarki jako całość, wykorzystując ją do pomocy przy opracowaniu swojego raportu. W tym celu zapewnił również wsparcie dla swoich propozycji napędu jądrowego, dr Edwarda Tellera – wiodącego fizyka nuklearnego amerykańskiego programu atomowego. Ostatecznie, we wrześniu 1947 roku, Hyman Rickover został ustanowiony specjalnym asystentem szefa Bureau of Ships ds. nuklearnych.
Abelson, Bowen, Gunn, Mills, podobnie jak Rickover i wielu innych ludzi w marynarce, byli przekonani, że możliwy jest program wiodący do opracowania wiarygodnego napędu nuklearnego dla okrętów. Ostatecznie program taki zyskał znaczące wsparcie US Navy, ze strony sekretarza marynarki oraz szefa operacji morskich (CNO), a także administracji prezydenta oraz finansowanie ze strony Kongresu. Program uzyskał szczególnie silne poparcie ze strony pierwszego powojennego szefa Operacji Morskich – admirała Chestera Nimitza, który zanim objął dowództwo amerykańskiej floty na Pacyfiku w trakcie II wojny światowej, był oficerem okrętów podwodnych oraz specjalizował się w rozwoju silników Diesla dla marynarki.
W drugiej połowie lat czterdziestych XX wieku, w Stanach Zjednoczonych powołano Komisję Energii Atomowej (Atomic Energy Commission – AEC), której zadaniem był nadzór nad całością spraw amerykańskich programów nuklearnych, w tym prowadzonego przez Biuro Okrętów programu napędu jądrowego. Komisja jednak ograniczała rozwój programu napędu, gdyż zdaniem jej członków było jeszcze zbyt wcześnie na tak zaawansowane zastosowanie energii jądrowej. Mimo to, na przełomie dziesięcioleci, United States Navy wraz z amerykańskim przemysłem – po trwających od niemal 10 lat pracach – była gotowa do przygotowania projektu i budowy okrętu podwodnego napędzanego energią jądrową oraz wejścia tym samym w erę atomową.
W lipcu 1951 Kongres, zainspirowany złożonym przed jego komisją zeznaniem Hymana Rickovera, przyznał środki na budowę pierwszego okrętu z napędem jądrowym, a wkrótce marynarka zawarła kontrakty z Westinghouse Electric, Electric Boat oraz Combustion Engineering na opracowanie i rozwój odpowiedniego reaktora. Prototypy reaktora zbudowane miały być na lądzie w celu użycia ich jako modele dla jednostki mającej być zainstalowaną na okręcie, zidentyfikowania słabych punktów konstrukcji, korekty ewentualnych wad oraz treningu obsługi. W dalszej kolejności prototypy te miały być zabudowane w konstrukcjach odpowiadających sekcji reaktora mającej być częścią okrętu, w celu dokładnego dopasowania ich i uniknięcia problemów przy instalacji rzeczywistej sekcji reaktora. Aby przygotować produkcję pierwszego okrętu, istotną sprawą był wybór stoczni zdolnej do jego budowy. Ponieważ dział projektowy wiodącej stoczni marynarki – Portsmouth Naval Shipyard był w pełni zaangażowany w projekt GUPPY oraz program okrętów typu Tang, wybór padł na stocznię Electric Boat w Groton, w stanie Connecticut. Inżynierowie stoczni opracowali szczegółowy projekt okrętu, a następnie podpisany został z marynarką kontrakt na jego budowę. W konsekwencji opracowano reaktor ciśnieniowy wodny (PWR) o mocy 15 000 KM – Submarine Thermal Reactor (STR). Dla celów lądowego prototypu reaktor nosił oznaczenie S1W, zaś jednostkę przeznaczoną dla okrętu oznaczono S2W.
Projekt okrętu, opracowany przez Electric Boat, przewidywał jednostkę o wyporności nawodnej 3180 ton oraz 3500 ton wyporności podwodnej, długość okrętu ustalono na 324 stopy (98,7 m). Oznaczało to jednostkę o wyporności o połowę większej niż najnowszy ówcześnie typ okrętów podwodnych, typ Tang, także dłuższą o 15,2 m. Różnica wielkości wynikała z wymagań zastosowanej sekcji reaktora.

## Budowa
14 czerwca 1952, w trakcie ceremonii położenia stępki w stoczni Electric Boat, prezydent Harry Truman oficjalnie rozpoczął proces budowy USS „Nautilus”. 21 stycznia 1954 roku okręt został zwodowany, a matką chrzestną okrętu została Mamie Eisenhower, żona prezydenta Stanów Zjednoczonych Dwighta D. Eisenhowera. Jednocześnie w tej samej stoczni trwała już budowa drugiego okrętu podwodnego z napędem jądrowym – USS „Seawolf” (SSN-575). Wszystkie oficjalne uroczystości związane z budową tych okrętów odbyły się publicznie i były szeroko relacjonowane przez amerykańską i międzynarodową prasę.

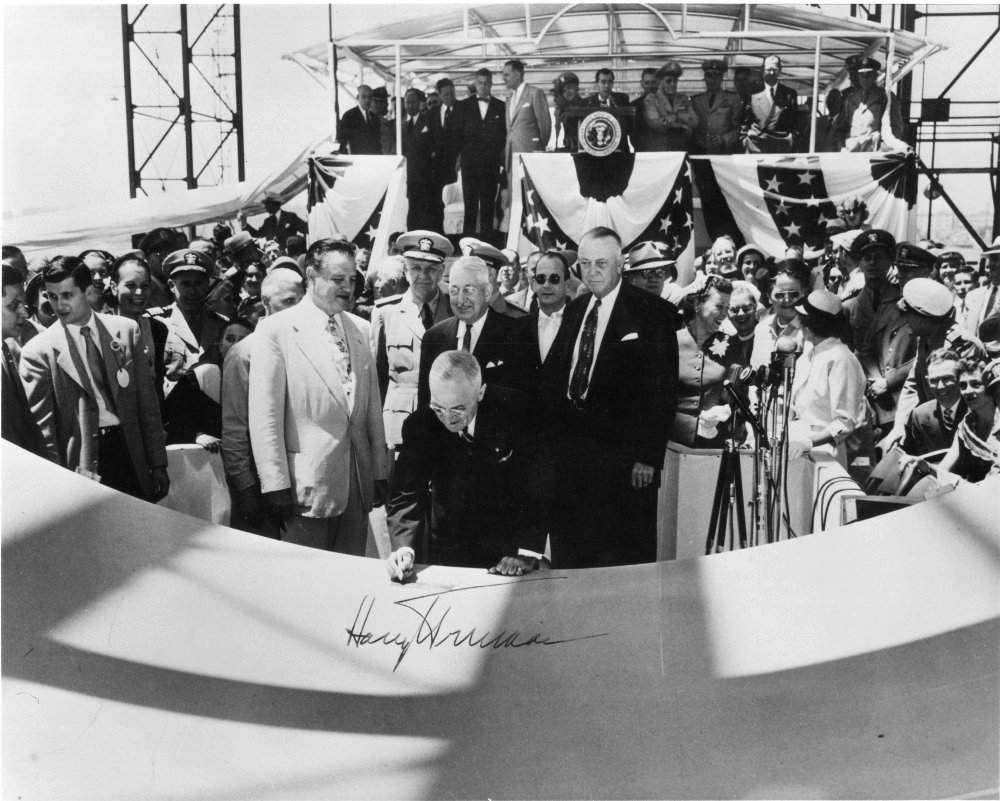
Prezydent Harry Truman podczas ceremonii położenia stępki

Zasadniczo, USS „Nautilus” miał podobną budowę do niemieckich okrętów podwodnych typu XXI – nie licząc samego napędu. Miał zaokrąglony dziób, „strumieniowy” kształt kadłuba oraz rufę z dwiema śrubami. Duża średnica okrętu (8,5 metra) zapewniała dużą przestrzeń wewnątrz, z trzema pokładami w większej części jednostki. Okręt miał częściowo podwójny kadłub, z sekcją reaktora poszerzoną aż do kadłuba zewnętrznego. Na pozostałe sekcje składały się: sekcja dziobowa, sekcja socjalna z pomieszczeniami załogi i kambuzem, centrum operacyjne, sekcja silnikowa i sterów. Projekt zredukował jednak rezerwę wyporu hydrostatycznego do 16 procent.
Sekcja dziobowa okrętu mieściła sześć wyrzutni torpedowych oraz 26 torped, duży sonar pasywny AN/BQR-4A w dolnej części dziobu oraz sonar aktywny AN/SQS-4. W czasie budowy okrętu rozważano także możliwość wyposażenia go w wyrzutnię pocisków RGM-6 Regulus, jednak z uwagi na wpływ instalacji systemu na stopień komplikacji budowy okrętu, nie zdecydowano się na takie rozwiązanie.
Do służby w „Nautilusie” przewidziano 12 oficerów i 90 pozostałych członków załogi. Z wyjątkiem dowódcy okrętu, oficerowie dzielili wspólną kajutę. Dysponowali oni własną mesą oficerską do spożywania posiłków i relaksu, natomiast każdy z pozostałych członków załogi dysponował własną koją. Mesa dla załogi jednorazowo mieściła 36 ludzi w trakcie posiłku albo 50 miejsc do wykorzystania jako sala kinowa, bądź czytelnia. „Nautilus” wyposażony został w automat do przyrządzania lodów, dyspenser coca-coli i system muzyczny podłączony do okrętowego systemu hi-fi.

## Służba
„Nautilus” został formalnie włączony do służby 30 września 1954, jednak przez ponad kolejne trzy miesiące pozostał przycumowany do pirsu stoczni Electric Boat. Publiczna ceremonia przyjęcia do służby została zorganizowana z uwagi na sztukę public relations US Navy, a także w celu zademonstrowania, iż okręt został wykonany w zaplanowanym terminie. Nuklearna siłownia okrętu została uruchomiona po raz pierwszy 30 grudnia, a 17 stycznia 1955 okręt po raz pierwszy odpłynął od nabrzeża. Mimo drobnych problemów, które zostały szybko usunięte, okręt płynął w dół rzeki Thames pod dowództwem kmdr. Eugene P. Wilkinsona, który lampą sygnałową nadał historyczny sygnał: „UNDERWAY ON NUCLEAR POWER” (w drodze na napędzie jądrowym).

### Wstępne testy

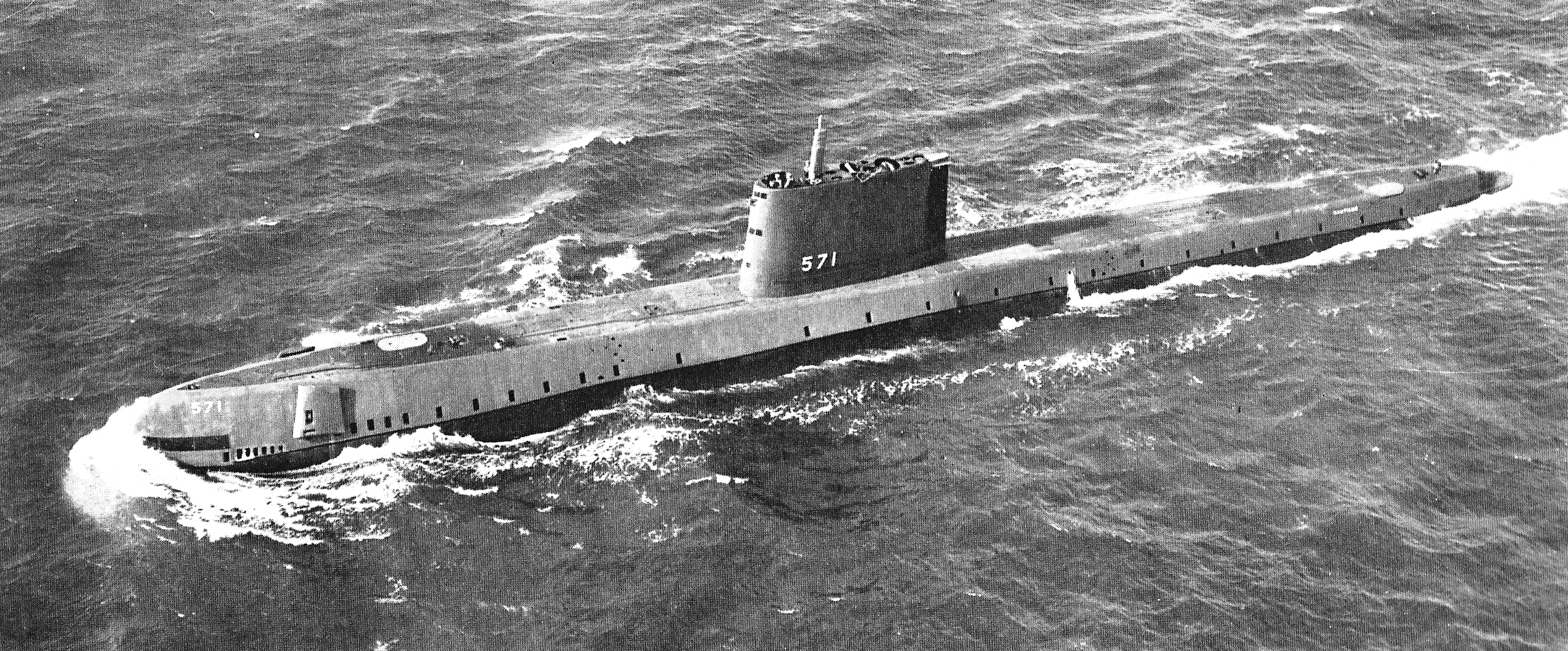
„Nautilus” w trakcie wstępnych testów

Testy okrętu okazały się sukcesem pod względem osiągów okrętu. Wkrótce bowiem „Nautilus” odbył najszybszą podwodną podróż w historii – w 90 godzin, ze średnią prędkością 15,3 węzła, pokonał w zanurzeniu dystans 1381 mil morskich (2559 km) (między bazą okrętów podwodnych New London w stanie Connecticut a San Juan w Portoryko). W następnych rejsach „Nautilus” dotarł jeszcze szybciej do punktów docelowych, osiągając średnią prędkość rejsu zbliżoną do swojej prędkości maksymalnej, co ówcześnie było znakomitym osiągnięciem. Testy te uwidoczniły zalety napędu jądrowego dla okrętów podwodnych – „Nautilus” był w stanie bardzo szybko zbliżyć się do przeciwnika lub oddalić od niego, posiadając przy tym bardzo dobrą manewrowość we wszystkich trzech wymiarach – niezależnie od warunków pogodowych na powierzchni. Okazał się także zdolny do wyprzedzenia znajdujących się w tym czasie w posiadaniu US Navy samonaprowadzających się torped zop. Odmiennie od ówczesnych konwencjonalnych okrętów podwodnych typu XXI, GUPPY czy Tang, dowódca „Nautilusa” nie musiał dbać o stan naładowania akumulatorów okrętu – mógł tygodniami płynąć z maksymalną prędkością, podczas gdy przy napędzie konwencjonalnym była to kwestia godzin.

### Problemy
USS „Nautilus” okazał się okrętem generującym duży hałas. Ich głównym źródłem były znaczne wibracje, z nieznanej początkowo przyczyny. Rozchodzące się falowo i wirowo zaburzenia wody za kioskiem okrętu powodowały drgania jego konstrukcji. Przy około trzech hercach ich częstotliwość niebezpiecznie zbliżała się do częstotliwości wewnętrznych napięć i drgań kadłuba powodowanych przepływem wody. W przypadku wyrównania się tych częstotliwości okrętowi groziły bardzo poważne uszkodzenia. Dodatkowo w trakcie badania tego problemu inżynierowie wykryli nadmierne wibracje kadłuba przy prędkości przekraczającej 16 węzłów. Poza problemami konstrukcyjnymi wibracje miały wpływ na ogólną sprawność okrętu. W swojej notatce komandor Wilkinson stwierdził:

Hałas generowany przez kadłub i pokład jest ogromny. Sprawia to, że użyteczność sonaru przy prędkościach powyżej 8 węzłów jest zerowa. Ta niedopuszczalna sytuacja redukuje militarną efektywność w sposób wystarczający do zakwestionowania całej taktycznej przewagi napędu jądrowego, zagrażając ponadto bezpieczeństwu okrętu.

Po rejsie „Nautilusem” dowódca sił podwodnych floty Atlantyku (ComSubLant) stwierdził:

Wibracje i hałas generowany przez pokład uniemożliwia normalną rozmowę w przedziale torpedowym przy prędkości przekraczającej 8 węzłów. Przy prędkościach 15–17 węzłów trzeba krzyczeć, aby słyszeć się z rozmówcą. Poziom hałasu czyni bezużytecznymi sonary pasywne i aktywne. Przy aktualnej konfiguracji dziobu wysoka czułość pasywnego sonaru BQR-4 jest zupełnie niewykorzystywana. Prawdopodobnie częściową przyczyną nieakceptowalnego poziomu szumów generowanego przez pokład przy wysokich prędkościach jest jego niedopracowana konstrukcja. To poważny problem, ponieważ cała przewaga taktyczna napędu nuklearnego opiera się na jego wyśrubowanych osiągach, przy których hałas jest największy.

„Nautilus” został wkrótce zmodyfikowany w celu usunięcia źródeł problemów, jednak według jednego z historyków marynarki nawet po zlikwidowaniu destrukcyjnych wibracji kadłuba okręt wciąż pozostawał głośny i łatwy do wykrycia. Z tego też względu pozostał jedynie laboratorium dla badań nad hałasem generowanym przez jednostki podwodne.

### Rejs pod biegunem
W ciągu dwóch lat, podczas których „Nautilus” pozostawał jedyną na świecie jednostką wyposażoną w napęd jądrowy, okręt dowiódł, iż jest najbardziej wartościowym technicznym i taktycznym laboratorium. Po kilku operacjach na skraju arktycznego paku lodowego oraz jednej przerwanej próbie dopłynięcia do bieguna północnego „Nautilus”, po wyruszeniu z bazy marynarki Naval Base Pearl Harbor do Wielkiej Brytanii, 3 sierpnia 1958 roku przepłynął pod biegunem północnym. Stanowiło to pierwsze w dziejach udane dotarcie okrętem do „wierzchołka świata”. Rejs polarny wykonano na bezpośrednie polecenie prezydenta Dwighta Eisenhowera, który miał nadzieję na odzyskanie w ten sposób przez Stany Zjednoczone wizerunku światowego lidera technologicznego, po radzieckich sukcesach lat 1957–1958 w wyścigu kosmicznym.

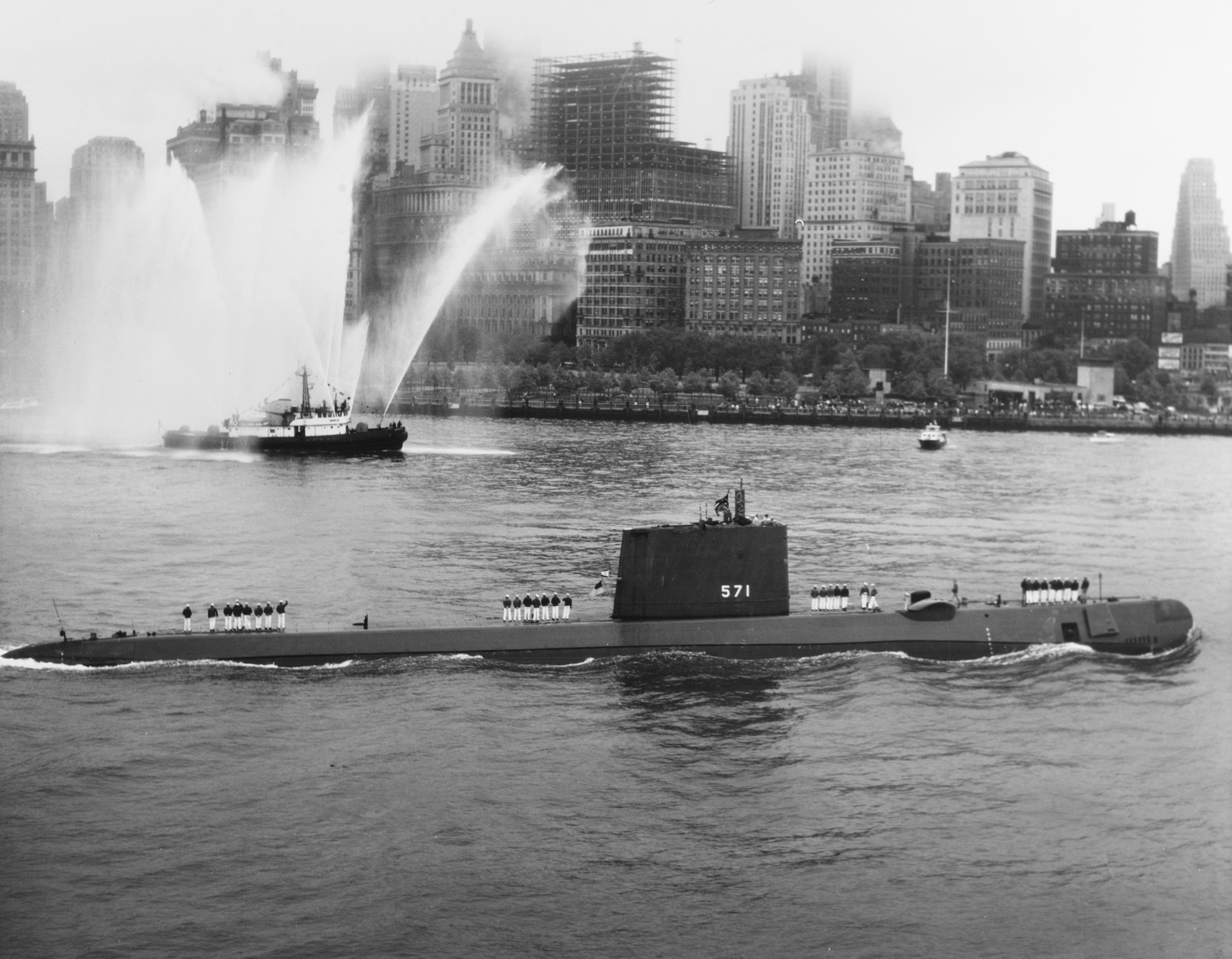
USS „Nautilus” w Nowym Jorku

Rejs – prowadzony pod kierunkiem nowego dowódcy, komandora Williama Andersona – na wypadek niepowodzenia był ściśle tajny. Okręt przez cztery dni płynął pod lodem, pokonując 1830 mil morskich (3390 km), aż wynurzył się niedaleko Islandii. Wówczas dowódca okrętu został podjęty przez helikopter i z bazy lotniczej w pobliżu Keflavíku w Islandii przewieziono go do Waszyngtonu, gdzie w Białym Domu został udekorowany orderem Legion of Merit – drugim w randze najwyższych odznaczeń amerykańskich w czasie pokoju. Po zakończeniu ceremonii Anderson w ten sam sposób powrócił na pokład swojego okrętu, którym triumfalnie wpłynął do portu przy wyspie Portland (Portland Harbour) w Wielkiej Brytanii.
25 sierpnia 1958, po powrocie do Stanów Zjednoczonych, USS „Nautilus” zawinął do portu w Nowym Jorku, co do dziś stanowi prawdopodobnie jedyny taki przypadek okrętu z napędem atomowym.

### Dowódcy
- kmdr Eugene P. Wilkinson (1954–1957)
- kmdr William R. Anderson (1957–1959)
- kmdr Lando W. Zech jr. (1959–1962)
- kmdr Jeffery C. Metzel jr. (1962–1963)
- kmdr Francis C. Fogarty (1963–1967)
- kmdr Norman E. Griggs (1967–1970)
- kmdr David W. Codefield (1970–1972)
- kmdr Alex Anckonie III (1972–1976)
- kmdr Richard A. Riddell (1976–1980)

### Zakończenie służby

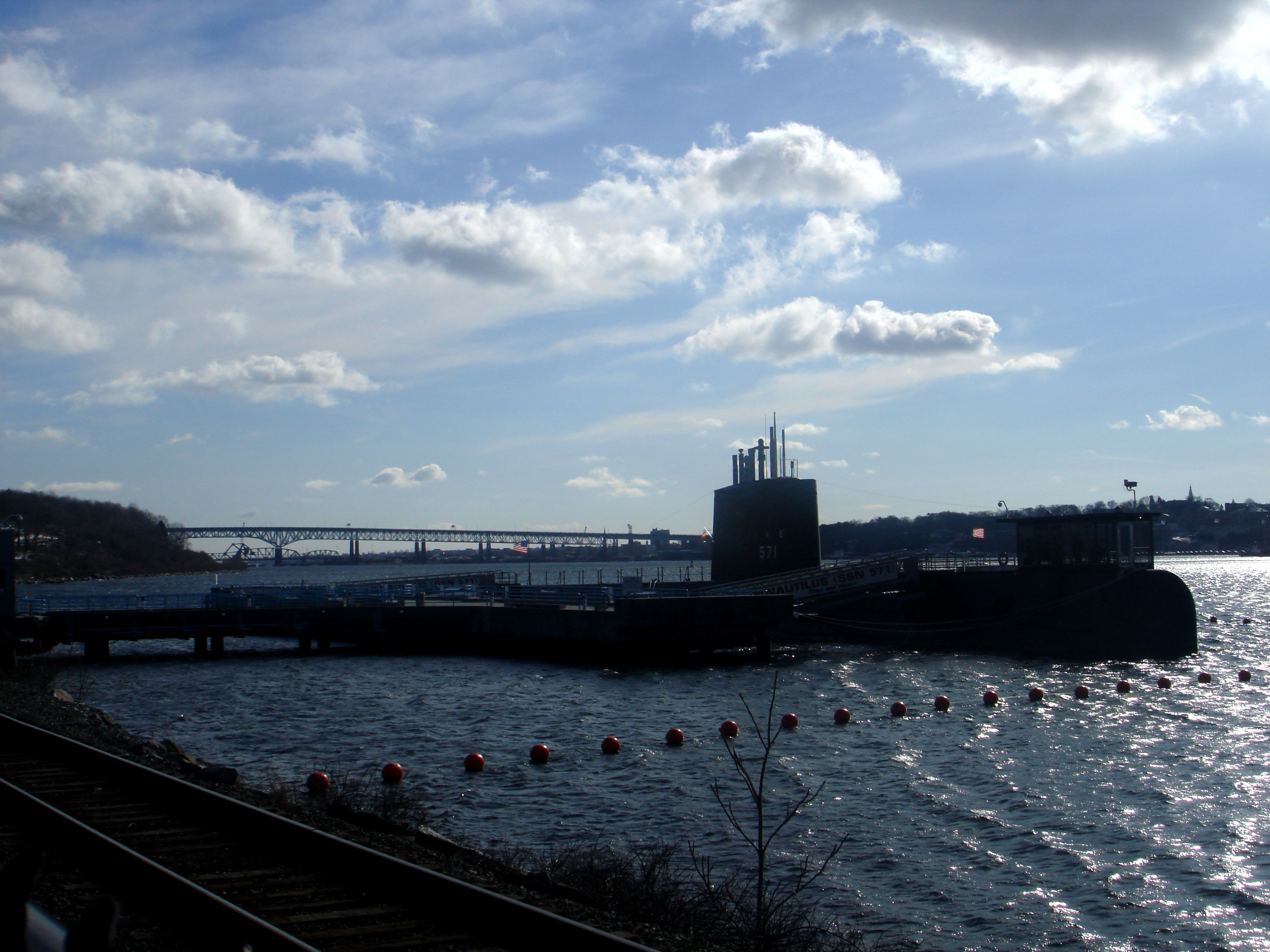
USS Nautilus w 2007, jako muzeum w Groton

3 marca 1980 roku „Nautilus” został skreślony z listy floty US Navy. W czasie swojej aktywnej służby operacyjnej do 1979 roku przepłynął ok. 490 770 mil morskich, przy czterokrotnym uzupełnianiu paliwa nuklearnego:
- 1955–1957: 62 559 mil morskich (115 923 km), z czego 36 498 Mm (67 631 km) w zanurzeniu;
- 1957–1959: 91 325 Mm;
- 1959–1967: 174 507 Mm;
- 1967–1979: 162 382 Mm.

Okręt początkowo miał zostać zezłomowany, lecz ostatecznie 20 maja 1982 uznano go za okręt muzeum i skierowano do stoczni EB w Groton, celem przystosowania go do tej funkcji. 6 lipca 1985 stał się eksponatem w US Navy Submarine Force Museum w New London (w stanie Connecticut).